# Fissurina subcontexta
Fissurina subcontexta är en lavart som först beskrevs av och som fick sitt nu gällande namn av William Nylander. 
Fissurina subcontexta ingår i släktet Fissurina och familjen Graphidaceae. Inga underarter finns listade i Catalogue of Life.

## Källor

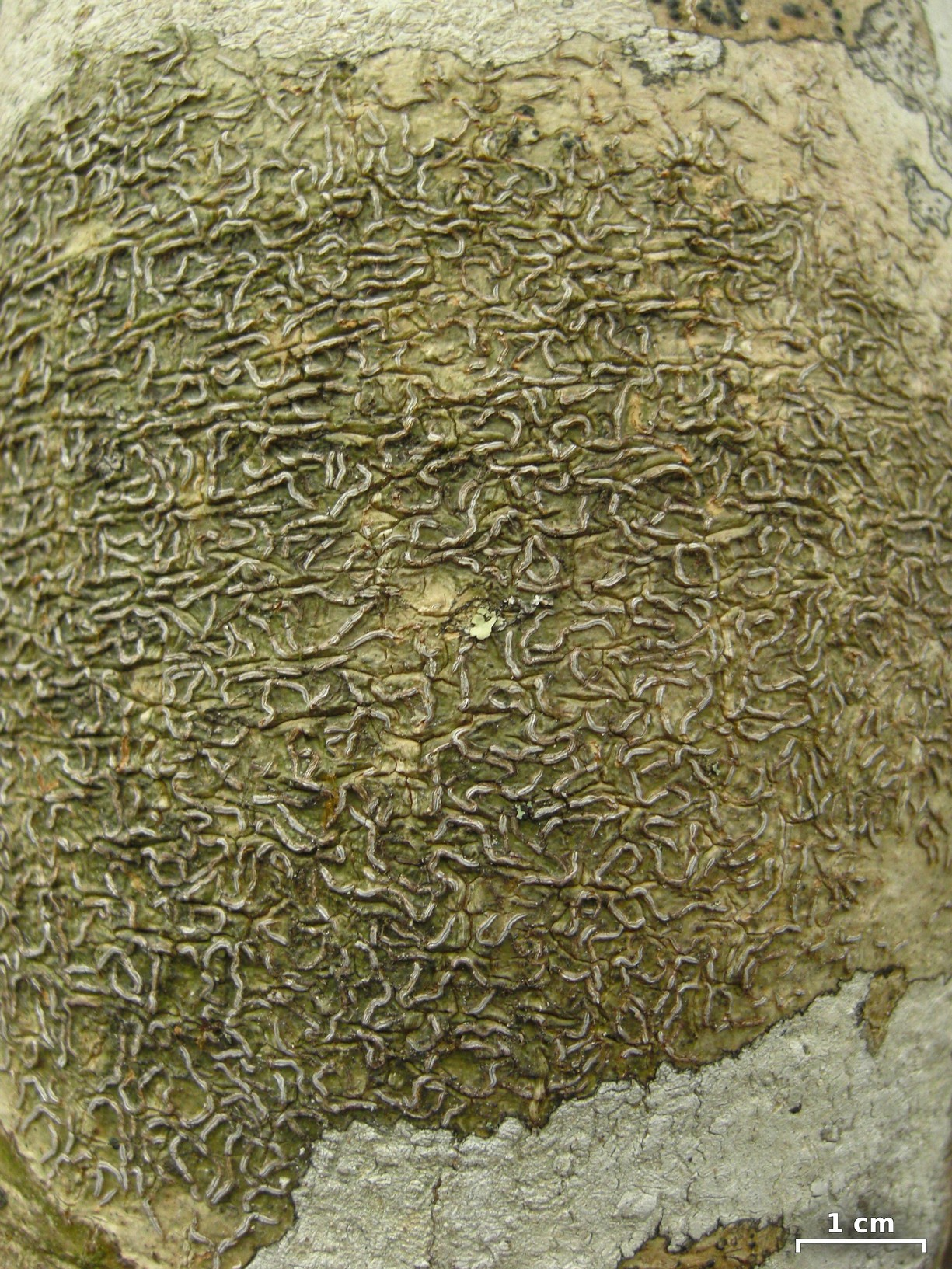